# Dolichothrix
Dolichothrix là một chi thực vật có hoa trong họ Cúc (Asteraceae).

## Loài
Chi Dolichothrix gồm các loài: